# Domaine de Bargylus
Le domaine de Bargylus (en arabe : بارجيلوس) est un domaine viticole situé sur les pentes de la chaîne de montagnes côtières en Syrie. Sur les flancs de ces montagnes, connues sous le nom de Mont-Bargylus, à l'époque hellénistique et romaine, des viticulteurs ont produit des vins dès l'époque préislamique.
Il s'agit de l'unique domaine viticole privé de Syrie.

## Histoire
La famille Saadé commença à planter des vignes en 2003 et le premier millésime fut produit en 2006. Cette famille de marchands, industriels et grand propriétaires terriens syriens, chrétienne orthodoxe, est originaire de la ville côtière de Lattaquié, connue dans l'antiquité sous le nom de Laodicée de la Mer ou Laodicée de Syrie.
Ancré dans cette ville depuis les XVIIe et XVIIIe siècles, elle s'est illustrée avec Gabriel Saadé (1854-1939) et Rodolphe Saadé (1900-1958).
Johnny Saadé, fils de Rodolphe, développe des activités de transport maritime et terrestre, avant de s'en désinvestir, avec ses fils Karim et Sandro, pour se lancer dans d'autres activités dont leur aventure viticole au Liban et en Syrie.
Le domaine de Bargylus est dirigé par les deux frères avec pour consultant Stéphane Derenoncourt. Depuis le début de la guerre en Syrie, ils gèrent le domaine par téléphone,,,, et testent les grappes de raisin qui leur sont envoyées à Beyrouth par taxi. Les vignes ont été frappées par des bombardements à plusieurs reprises.
La famille est également propriétaire de château Marsyas (en), situé dans la vallée de la Bekaa au Liban.
Domaine de Bargylus a été cité par la critique de vin Jancis Robinson comme « sans doute le meilleur vin de la Méditerranée orientale »,.

## Situation géographique
Les sols du domaine contiennent du calcaire et sont parsemés de silex et d'argile. Le domaine est situé à 900 mètres d'altitude et dispose d'une inclinaison en pente douce.

## Cépages
Les cépages utilisés sont la Syrah, le Merlot et le Cabernet Sauvignon, pour le rouge, ainsi que le Chardonnay et le Sauvignon blanc, pour le blanc.